# Fledermausquartiere im Landkreis Augsburg
Fledermausquartiere im Landkreis Augsburg este o arie protejată (arie specială de conservare — SAC, sit de importanță comunitară — SCI) din Germania întinsă pe o suprafață de 0,04 ha, integral pe uscat.

## Localizare
Centrul sitului Fledermausquartiere im Landkreis Augsburg este situat la coordonatele 48°30′54″N 10°48′50″E / 48.515°N 10.8139°E.

## Înființare
Situl Fledermausquartiere im Landkreis Augsburg a fost declarat sit de importanță comunitară în martie 2001 pentru a proteja 1 specie de animale. Situl a fost protejat și ca arie specială de conservare în aprilie 2016.

## Biodiversitate
Situată în ecoregiunea continentală, aria protejată nu include niciun habitat protejat.
La baza desemnării sitului se află o specie protejată de  mamifere: liliac comun (Myotis myotis).
Pe lângă speciile protejate, pe teritoriul sitului au mai fost identificate 2 specii de mamifere.